# Ammothella longioculata
Ammothella longioculata là một loài nhện biển trong họ Ammotheidae. Loài này thuộc chi Ammothella. Ammothella longioculata được miêu tả khoa học năm 1940 bởi Faraggiana.